# Дмитровка (Черкасская область)
Дми́тровка (укр. Дмитрівка) — село в Золотоношском районе Черкасской области Украины.
Население по переписи 2001 года составляло 1391 человек. Занимает площадь 5,44 км². Почтовый индекс — 19751. Телефонный код — 4737.

## Местный совет
19751, Черкасская обл., Золотоношский р-н, с. Дмитровка

## Известные жители и уроженцы
- Кириченко, Евдокия Антоновна (1906—?) — Герой Социалистического Труда.
- Левчик, Валентина Николаевна (1924—?) — Герой Социалистического Труда.
- Светличный, Григорий Лаврентьевич (1919—1992) — Герой Советского Союза.
- Андриевский Дмитрий Иванович (1875-1951) - генерал-майор Российской Императорской Армии